# Recaș
Recaș (in ungherese Temesrékas) è una città della Romania di 8289 abitanti, ubicata nel distretto di Timiș, nella regione storica del Banato. 
Fanno parte dell'area amministrativa anche le località di Bazoș, Herneacova, Izvin, Nadăș, Petrovaselo e Stanciova.
Recaș ha ottenuto lo status di città nell'aprile 2004.
Pur avendo iniziato una certa diversificazione dell'attività economica, Recaș rimane ancora strettamente legata all'agricoltura ed in particolare alla produzione di vini, piuttosto rinomati in tutto il Paese.

## Amministrazione

### Gemellaggi
- Serbia, Nova Crnja